# Europamesterskaberne i amatørboksning 1951
Europamesterskaberne i amatørboksning 1951 blev afviklet den 14. til den 19. maj 1951 i Milano. Det var niende gang, der blev afholdt EM for amatørboksere. Turneringen blev arrangeret af den europæiske amatørbokseorganisation EABA. Der deltog 132 boksere fra 20 lande .
Fra Danmark deltog Erik Thastum (fjervægt), Ebbe Kops (weltervægt), Jens Andersen (letmellemvægt), Tommy Skovgaard (sværvægt). Jens Andersen vandt sølv, da han nåede finalen, men han var dog ikke i stand til at stille op mod ungareren László Papp . Ingen af de øvrige danske deltagere opnåede medaljer.

## Medaljevindere
| Event                     | Guld                           | Sølv                          | Bronze                                                  |
| ------------------------- | ------------------------------ | ----------------------------- | ------------------------------------------------------- |
| Fluevægt (– 51 kg)        | Aristide Pozzali Italien       | Hein van der Zee Nederlandene | Pentti Hämäläinen Finland Antoine Martin Frankrig       |
| Bantamvægt (– 54 kg)      | Vincenzo Dall'Osso Italien     | William Kelly Irland          | János Erdei Ungarn Hermann Mazurkiewicz Østrig          |
| Fjervægt (– 57 kg)        | Joseph Ventaja Frankrig        | Kosta Leković Jugoslavien     | István Kisfalvi Ungarn Åke Wärnström Sverige            |
| Letvægt (– 60 kg)         | Bruno Visintin Italien         | István Juhász Ungarn          | David O'Connell Irland Milivoje Bulat Jugoslavien       |
| Letweltervægt (– 63,5 kg) | Herbert Schilling Vesttyskland | Marcello Padovani Irland      | Peter Müller Schweiz Terence Milligan Irland            |
| Weltervægt (– 67 kg)      | Zygmunt Chychła Polen          | Hans Kohlegger Østrig         | Gert Stråhle Sverige Jacques Dugenier Frankrig          |
| Letmellemvægt (– 71 kg)   | László Papp Ungarn             | Jens Andersen Danmark         | Alfred Paliński Polen Alfred Lay England                |
| Mellemvægt (– 75 kg)      | Stig Sjölin Sverige            | Günther Sladky Vesttyskland   | Hans Niederhauser Schweiz Jean Lalounis Frankrig        |
| Letsværvægt (– 81 kg)     | Marcel Limage Belgien          | Bjarne Lingås Norge           | Giovanni Battista Alfonsetti Italien Rolf Storm Sverige |
| Sværvægt (+ 81kg)         | Giacomo di Segni Italien       | Edgar Gorgas Vesttyskland     | Jan Dijkman Nederlandene José Peyre Belgien             |

## Medaljefordeling
| Placering | Land         | Guld | Sølv | Bronze | Total |
| --------- | ------------ | ---- | ---- | ------ | ----- |
| 1         | Italien      | 4    | 0    | 1      | 5     |
| 2         | Vesttyskland | 1    | 2    | 0      | 3     |
| 3         | Ungarn       | 1    | 1    | 2      | 4     |
| 4         | Frankrig     | 1    | 0    | 3      | 4     |
| –         | Sverige      | 1    | 0    | 3      | 4     |
| 6         | Belgien      | 1    | 0    | 1      | 2     |
| –         | Polen        | 1    | 0    | 1      | 2     |
| 8         | Irland       | 0    | 2    | 2      | 4     |
| 9         | Østrig       | 0    | 1    | 1      | 2     |
| –         | Nederlandene | 0    | 1    | 1      | 2     |
| –         | Jugoslavien  | 0    | 1    | 1      | 2     |
| 12        | Danmark      | 0    | 1    | 0      | 1     |
| –         | Norge        | 0    | 1    | 0      | 1     |
| 14        | Schweiz      | 0    | 0    | 2      | 2     |
| 15        | England      | 0    | 0    | 1      | 1     |
| –         | Finland      | 0    | 0    | 1      | 1     |

## Eksterne links
- 9. Europamesterskab i boksning Arkiveret 2. februar 2012 hos  Wayback Machine (engelsk)